# Envolvente acústico
El envolvente acústico es un término utilizado en música, acústica y psicoacústica.  Constituye una manera de definir, en términos de parámetros globales (desde dos hasta más de cuatro), la evolución temporal en amplitud de cualquier sonido.
Está determinado por cuatro parámetros genéricos (hay envolventes con mayor o menor cantidad de estos):
- Ataque: Es el tiempo de entrada, lo que tarda en escucharse el sonido después de haber sido ejecutado el instrumento.
- Decaimiento: Es el tiempo que tarda la amplitud en reducirse a la de sostenimiento, después de haber alcanzado la amplitud máxima, sin despegar la tecla o punto de inducción vibratoria.
- Sostenimiento: Después del decaimiento, es la amplitud que se mantiene constante hasta que se deja de inducir la vibración (por ejemplo en el caso de los sintetizadores, hasta que se suelta una tecla o cable que controla este fin).
- Relajación o desvanecimiento: El tiempo que demora el sonido en perder toda su amplitud después de despegar la tecla o punto de inducción vibratoria.